# 陈奕雯
陈奕雯（3月15日—），中国配音演员，出生于江苏苏州，毕业于同济大学电视编导专业，2010年经资深配音演员王苏引荐，开始从事配音工作。配音作品有影视剧《花千骨》、《青云志》，动画作品《小猪佩奇》、《秦时明月》、《斗破苍穹》、《女武神的餐桌》，游戏作品《天涯明月刀ol》、《仙剑奇侠传幻璃镜》、《崩坏3rd》等。

## 配音作品

### 配音电视剧

#### 国产剧
| 上映时间 | 电视剧名称                   | 配音角色       | 演员     |
| 2018     | 《寻秦记》                   | 星云、琴清     | 郭晓婷   |
| 2018     | 《蜀山战纪2踏火行歌》        | 齐灵云、齐灵瑾 | 刘一曈   |
| 2017     | 《进击吧，闪电！》           | 冷子晨         | 马德丫   |
| 2017     | 《无心法师Ⅱ》                | 苏桃           | 李兰迪   |
| 2017     | 《颤抖吧，阿部！》           | 唐青韵         | 陈晨     |
| 2017     | 《学院传说之三生三世桃花缘》 | 汪兰           | 张雅钦   |
| 2016     | 《青云志》                   | 碧瑶           | 赵丽颖   |
| 2015     | 《花千骨》                   | 花千骨         | 赵丽颖   |
| 2015     | 《聊斋新编》                 | 朱绮婷         | 柯佳嬿   |
| 2015     | 《蜀山战纪之剑侠传奇》       | 玉无心         | 赵丽颖   |
| 2015     | 《钱塘传奇》                 | 鱼娘           | 郭珍霓   |
| 2014     | 《欢天喜地俏冤家》           | 雷及弟         | 颖儿     |
| 2014     | 《封神英雄榜》               | 玉磬           | 麦迪娜   |
| 2014     | 《隋唐英雄3》                | 程铁环         | 李恰     |
| 2014     | 《隋唐英雄4》                | 武媚娘         | 于莹莹   |
| 2014     | 《步步惊情》                 | 莫小荷         | 蔡雅同   |
| 2014     | 《加油爱人》                 | 张豆豆         | 张籽沐   |
| 2014     | 《涛女郎》                   | 周以安         | 李欣聪   |
| 2013     | 《爱在春天》                 | 姚小蝶         | 袁姗姗   |
| 2013     | 《胜女的代价2》              | 方亦菲、穆小妍 | 郑爽     |
| 2013     | 《新洛神》                   | 孙芸           | 华艺涵   |
| 2013     | 《怒海情仇》                 | 唐如茵（少年） | 蒋依依   |
| 2012     | 《轩辕剑之天之痕》           | 小雪           | 古力娜扎 |
| 2012     | 《温柔的慈悲》               | 馨儿           | 李佳颖   |
| 2012     | 《加油妈妈》                 | 李若愚         | 张璇     |
| 2012     | 《新白发魔女传》             | 孟秋霞         | 王怡     |
| 2012     | 《无懈可击之蓝色梦想》       | 沈晓琪         | 吴映洁   |
| 2012     | 《千金》                     | 千金           | 欧萱     |
| 2012     | 《活佛济公第三部·天鹅梦》    | 天鹅           | 张芷溪   |
| 2012     | 《活佛济公第三部·朱罗记》    | 朱丽月         | 乔乔     |
| 2012     | 《爱在屋檐下》               | 海莉           | 阚清子   |
| 2011     | 《怪侠欧阳德》               | 翡翠格格       | 孙耀琦   |
| 2011     | 《步步惊心》                 | 敏敏格格       | 郭晓婷   |
| 2011     | 《怪侠一枝梅》               | 柴嫣           | 关晓彤   |

#### 配音译制剧
| 播出年份 | 剧集名称                     | 配音角色 | 演员                 |
| -------- | ---------------------------- | -------- | -------------------- |
| 2016     | 《心之影》（泰）             | 伊琳     | 娜塔佳丽·宏为洽坤    |
| 2016     | 《千方百计爱上你》（泰）     | 楠宁     | 潘替拉·葳邦希里他春  |
| 2017     | 《美梦成真》（泰）           | 葳莱雅   | 莫查诺·辛察皮亚平    |
| 2017     | 《撕心裂爱》（泰）           | 小桃     | 阿萍雅·萨库尔·加伦苏 |
| 2017     | 《对不起，我爱你》（泰）     | 晓冬     | 翁拉甘·罗瓦查拉      |
| 2017     | 《你的爱，我无力拒绝》（泰） | 乐乐     | 凤替·瓦差拉达坤      |

### 配音电影
| 上映时间 | 电影名称           | 配音角色       | 演员   |
| -------- | ------------------ | -------------- | ------ |
| 2019     | 《企鹅公路》       | 青山           |        |
| 2019     | 《小猪佩奇过大年》 | 佩奇           |        |
| 2017     | 《我的学科男神》   | 江悦           | 叶臻   |
| 2009     | 《夏天协奏曲》     | 陈文青、陈文静 | 林逸欣 |

### 配音动画

#### 国产动画
| 播出时间 | 动画名称                 | 配音角色               |
| -------- | ------------------------ | ---------------------- |
| 2009年   | 《球道》                 | 贝贝                   |
| 2015年   | 《秦时明月之帝子降兮》   | 湘夫人                 |
| 2015年   | 《秦时明月之君临天下》   | 晓梦、田言             |
| 2016年   | 《国民老公带回家》第一季 | 乔安好                 |
| 2016年   | 《京剧猫》               | 果儿、豆豆、小夏、洛克 |
| 2016年   | 《元日》                 | 孩子                   |
| 2017年   | 《斗破苍穹》第一季       | 萧薰儿                 |
| 2017年   | 《国民老公带回家》第二季 | 乔安好                 |
| 2017年   | 《武庚纪》               | 阿岚                   |
| 2017年   | 《拳皇命运》             | 坂崎百合               |
| 2017年   | 《京剧猫之信念的冒险》   | 明月                   |
| 2018年   | 《国民老公带回家》第三季 | 乔安好                 |
| 2018年   | 《武庚纪之天启》         | 阿岚                   |
| 2018年   | 《京剧猫之乘风破浪》     | 明月、曼曼             |
| 2019年   | 《仙剑奇侠传：幻璃镜》   | 檀霜                   |
| 2019年   | 《女武神的餐桌》         | 卡莲·卡斯兰娜          |
| 2020年   | 《秦时明月之沧海横流》   | 田言                   |
| 2020年   | 《京剧猫之脚踏实地》     | 小夏                   |
| 2020年   | 《女武神的餐桌II》       | 卡莲·卡斯兰娜          |
| 2021年   | 《魔道祖师Q》            | 姑苏女子               |
| 2021年   | 《斗破苍穹 第四季》      | 萧薰儿                 |
| 2021年   | 《枕刀歌》               | 阿牙                   |

#### 译制动画
| 译制年份 | 动画名称                             | 配音角色           |
| -------- | ------------------------------------ | ------------------ |
| 2010     | 《樱桃小丸子》（日本）               | 土桥年子、美环花子 |
| 2015     | 《史努比》（美国）                   | 莎莉               |
| 2015     | 《小猪佩奇》（英国）                 | 佩奇               |
| 2015     | 《功夫熊猫：至尊传奇》（美国）第二季 | 俏小龙             |
| 2016     | 《魔法世界》                         | 斯黛拉             |

### 配音游戏

#### 单机游戏
- 李姑娘————《古剑奇谭三》

#### 网络游戏
| 发布时间 | 游戏名称         | 配音角色                     |
| -------- | ---------------- | ---------------------------- |
| 2010     | 《地下城与勇士》 | 赛丽亚、雅妮丝               |
| 2011     | 《英雄联盟》     | 璐璐                         |
| 2012     | 《剑灵》         | 纪贤                         |
| 2013     | 《枪神纪》       | 猫小萌女                     |
| 2014     | 《斗战神》       | 莫鉴离                       |
| 2014     | 《天下3》        | 素素、玉衡                   |
| 2015     | 《天涯明月刀ol》 | 女玩家                       |
| 2016     | 《最终兵器》     | 合金天使                     |
| 2016     | 《新倩女幽魂》   | 白秋练、赤檀                 |
| 2017     | 《古剑奇谭ol》   | 李令双、俄迟云、娇娇、风悦悦 |

#### 手机游戏
- 少司命————《秦时明月2》
- 冰心玩家————《天下》
- 花千骨————《花千骨》
- 诹访葵————《夏目的美丽日记》
- 小久诺娃————《装甲联盟》
- 荀攸、糜菲————《三国罗曼史》
- 新手引导————《大航海之路》
- 卡莲·卡斯兰娜、怪盗卡莲————《崩坏3》
- 阿星————《镇魔曲》
- 檀霜————《仙剑奇侠传：幻璃镜》
- 玲珑、少年凤非忆————《诛仙》
- 妮妮————《迷雾世界》
- 神农————《轮回诀》
- 伏特加、寿司————《食之契约》
- 清光————《幻想计划》
- 阿罗————《宫廷计》
- 缇米————《300大作战》
- 暖暖————《闪耀暖暖》
- 桃花————《山海异闻录》
- 尚卿————《云梦四时歌》
- 桃花妖————《决战平安京》
- 山鬼————《神都夜行录》
- 女玩家————《天涯明月刀》
- 兔琉璃————《精灵食肆》
- 元泠月————《古剑奇谭木语人》
- 红袂————《仙剑奇侠传：九野》
- 上官婉儿————《忘川风华录》
- 女玩家————《三国志幻想大陆》
- 田言————《秦时明月世界》
- 羲和————《曙光英雄》

### 广播剧作品
| 时间 | 作品名称                     | 配音角色 | 备注                         |
| 2015 | 《雾中萤·流光门派秘史》      | 阿怜     | 天谕官方广播剧               |
| 2016 | 《禁区左转90度》同名预告音频 | 小题     |                              |
| 2019 | 《蓬山无路》                 | 李令双   | 《古剑奇谭网络版》角色广播剧 |

### 漫改影视剧
2018年
- 蒋小优、小龙————《流星花园》
- 海根然子————《翱翔于天际的夜鹰》（日本）

### 现场声优剧
- ？————《声临阿加莎》

## 综艺节目
- 湖南卫视《天天向上》《声临其境》[3]《中秋之夜》
- 《芒果捞星闻》[4]
- 爱奇艺《星空下的童话》
- 江西卫视《跨越时空的回信》
- CCTV6《今日影评》
- 东方卫视《阅文超级IP风云盛典》《为时代喝彩》
- 浙江卫视《奔跑吧》第八季

## 音乐作品
| 歌曲名称（歌曲说明）                             | 发行时间 |
| ------------------------------------------------ | -------- |
| 流水人家 （电影《一封家信》主题曲）              | 2014年   |
| 闪耀未来 （奥特莱斯十周年定制曲）                | 2016年   |
| 伪装 （电影《我的学科男神》主题曲）              | 2018年   |
| 新年发 （SONY/ATV 2018全新拜年单曲）             | 2018年   |
| 咸鱼躺 （电影《美食大冒险之英雄烩》主题曲）      | 2018年   |
| 阳光彩虹小白马（大张伟演唱同名歌曲之童声特别版） | 2018年   |

## 广播节目
- 2008年动感101《音乐磨牙时间》